# Banga (album)
Banga è l'undicesimo album della cantautrice statunitense Patti Smith. Pubblicato in Italia il 5 giugno 2012 è l'ultimo album di inediti dopo 8 anni.
Il disco è stato anticipato dal singolo April Fool  in download digitale.

## Tracce
1. Amerigo 4:36	(Patti Smith, Tony Shanahan)
2. April Fool 3:46	(Patti Smith, Tony Shanahan)
3. Fuji-san 4:12	(Patti Smith, Lenny Kaye)
4. This Is the Girl 3:49	(Patti Smith, Tony Shanahan, Stewart Lerman)
5. Banga 	 	2:51 (Patti Smith)
6. Maria 5:05 	(Patti Smith, Tony Shanahan)
7. Mosaic 4:12	(Patti Smith, Jay Dee Daugherty	)
8. Tarkovsky (The Second Stop is Jupiter) 	 	4:50 (Patti Smith)
9. Nine 	 	5:02 (Patti Smith)
10. Seneca 5:39 (Patti Smith)
11. Constantine's Dream 10:19	(Patti Smith, Lenny Kaye)
12. After the Gold Rush 4:13	(Neil Young	)
13. Just Kids 	04:28 (Bonus Track Deluxe Edition)

## Musicisti
- Patti Smith - Voce
- Lenny Kaye - Chitarra
- Jay Dee Daugherty - Batteria, Percussioni
- Tony Shanahan - Basso, Tastiere, Voce
- Johnny Depp - Chitarra, batteria (traccia 5)
- Tom Verlaine - Chitarra (solo) (traccia 3 e 9)